# Between Love & Goodbye
Between Love & Goodbye je americko-francouzský hraný film z roku 2008, který režíroval Casper Andreas podle vlastního scénáře. Snímek měl světovou premiéru v Německu na festivalu Verzaubert v březnu 2008.

## Děj
Marcel přijel do New Yorku z Francie, aby zde studoval herectví. Seznámí se s hudebníkem Kylem a začnou spolu žít. Když mu skončí studium, ožení se na oko s kamarádkou Sarah, aby získal zelenou kartu, a mohl žít dál s Kylem. Do bytu se k nim však nastěhuje Kyleova sestra April, kvůli které se jejich vztah dostane do krize. Marcel kvůli jedné roli odletí na měsíc do Los Angeles. Po jeho návratu se rozejdou a začne jejich spor o nájemní smlouvu k bytu.

## Obsazení
| Simon Miller      | Kyle         |
| Justin Tensen     | Marcel       |
| Rob Harmon        | April / Cole |
| Ryan Turner       | Tommy        |
| Jane Elliott      | Sarah        |
| Matthew Ludwinski | Rob          |

## Ocenění
- FilmOut San Diego – nejlepší hudba (Scott Starrett)